# Гризель
Гризе́ль (фр. Griselles) — коммуна во Франции, находится в регионе Бургундия. Департамент коммуны — Кот-д’Ор. Входит в состав кантона Лень. Округ коммуны — Монбар.
Код INSEE коммуны — 21309.

## Население
Население коммуны на 2010 год составляло 90 человек.
| 1962 | 1968 | 1975 | 1982 | 1990 | 1999 | 2010 |
| ---- | ---- | ---- | ---- | ---- | ---- | ---- |
| 110  | 125  | 116  | 114  | 87   | 83   | 90   |

## Экономика
В 2010 году среди 53 человек трудоспособного возраста (15—64 лет) 39 были экономически активными, 14 — неактивными (показатель активности — 73,6 %, в 1999 году было 68,1 %). Из 39 активных жителей работали 30 человек (15 мужчин и 15 женщин), безработных было 9 (5 мужчин и 4 женщины). Среди 14 неактивных 5 человек были учениками или студентами, 7 — пенсионерами, 2 были неактивными по другим причинам.